# (9021) Fagus
(9021) Fagus (1988 CT5) – planetoida z pasa głównego asteroid okrążająca Słońce w ciągu 4,15 lat w średniej odległości 2,58 au. Odkryta 14 lutego 1988 roku.